# Lorenzo Rota (ciclista)
Lorenzo Rota (Bergamo, 23 maggio 1995) è un ciclista su strada italiano che corre per il team Intermarché-Wanty. È professionista dal 2016.

## Carriera
Cresciuto nella scuola ciclismo di Ivan Gotti a Paladina, tra gli Juniores gareggia con il Team Imm. Aurea di Zanica vincendo undici gare, tre nel 2012 e otto, tra cui la classifica finale della Tre Giorni Bresciana, nel 2013. Nel 2014 viene messo sotto contratto dalla formazione Continental MG.K Vis-Trevigiani, rimanendovi per due anni.
Nel 2016 passa professionista con la Bardiani CSF: in stagione partecipa alla sua prima corsa World Tour, la Tirreno-Adriatico conclusa in 111ª posizione, e ottiene il sedicesimo posto al Giro di Slovenia. Nel 2017 è tra i corridori scelti dalla Bardiani CSF per partecipare al Giro d'Italia: durante la "corsa rosa" tenta più volte la fuga e ottiene come miglior risultato parziale un nono posto nella 19ª tappa, proprio al termine di una lunga fuga; conclude la gara in 151ª posizione. Nel prosieguo di stagione è quinto al Tour du Limousin. Nel 2018 è terzo in una tappa della Settimana Internazionale di Coppi e Bartali e in due frazioni del Tour of Hainan, mentre nel 2019 si piazza terzo in una tappa dell'Istrian Spring Trophy e quarto alla Coppa Agostoni, concludendo inoltre all'85º posto il suo secondo Giro d'Italia.
Nel 2020 passa alla Vini Zabù KTM: durante la stagione conclude quinto al Trofeo Laigueglia, sesto alla Classic Sud Ardèche, diciottesimo al Giro di Lombardia e 93º nel suo terzo Giro d'Italia. Nel 2021 si trasferisce al WorldTeam belga Intermarché-Wanty-Gobert Matériaux; con la nuova maglia corre il suo primo Tour de France e conclude quarto alla Classica di San Sebastián e in Top 10 in numerose classiche di Ciclismo Cup (spiccano il quarto posto al Giro della Toscana e il quinto nella Coppa Sabatini).

## Palmarès
- 2012 (Juniores)[1]

Coppa Attilio e Angelo Dondeo
Gran Premio Rota Nodari
Trofeo Maria Luisa
- 2013 (Juniores)[2]

Trofeo Comune di Gussago
Giro della Castellania
Trofeo Brebbia Remo e Montalbelli Pietro
Trofeo Città di Palazzolo
Memorial Mauro Gadda
Trofeo Vittorio Giorgi
Classifica generale Tre Giorni Ciclistica Bresciana
Giornata Nazionale della Bicicletta
- 2022 (Intermarché-Wanty-Gobert Matériaux, due vittorie)

2ª tappa Giro della Repubblica Ceca (Olomouc > Pustevny)
Classifica generale Giro della Repubblica Ceca

### Altri successi
- 2013 (Juniores)

Classifica a punti Giro di Basilicata
- 2022 (Intermarché-Wanty-Gobert Matériaux)

Classifica a punti Giro della Repubblica Ceca

## Piazzamenti

### Grandi Giri
- Giro d'Italia

2017: 151º
2019: 85º
2020: 93º
2022: 32º
2023: 46º
- Tour de France

2021: 63º
- Vuelta a España

2024: non partito (11ª tappa)

### Classiche monumento
- Milano-Sanremo

2016: 112º
2017: 108º
2018: 135º
2019: ritirato
2020: 27º
2021: 39°
2022: 19º
2023: 31º
- Liegi-Bastogne-Liegi

2021: 42º
2023: 20º
2024: 33º
- Giro di Lombardia

2016: ritirato
2017: 89º
2018: ritirato
2019: 63º
2020: 18º
2021: 28º
2022: ritirato
2023: ritirato

### Competizioni mondiali
- Campionati del mondo

Toscana 2013 - In linea Juniores: 5º
Ponferrada 2014 - Cronosquadre: 25º
Wollongong 2022 - In linea Elite: 13º
Glasgow 2023 - In linea Elite: 28°

### Competizioni europee
- Campionati europei

Olomuc 2013 - In linea Juniores: 35°